# Anri du Toit
Anri du Toit (Port Alfred (Zuid-Afrika), 1984), beter bekend als Yolandi Visser, is een Zuid-Afrikaans zangeres en rapper. Samen met Watkin Tudor Jones (artiestennaam Ninja) en DJ Hi-Tek vormt zij de rapgroep Die Antwoord. Ze maakte ook deel uit van de rapformaties MaxNormal.TV en The Constructus Corporation.

## Biografie
Du Toit werd geboren in het Zuid-Afrikaanse Port Alfred. Haar adoptievader was een dominee voor de Nederlands Gereformeerde Kerk in Zuid-Afrika. Op haar zestiende verliet ze haar ouderlijk huis en verhuisde naar Pretoria. Na haar schooltijd verhuisde ze naar Kaapstad waar ze Watkin Tudor Jones ontmoette, met wie ze na enkele kortstondige muzikale projecten uiteindelijk Die Antwoord formeerde. Du Toit en Jones hebben 10 jaar een relatie gehad. Zijn uit elkaar gegaan en was het even moeilijk om ervoor te zorgen dat Die Antwoord toch bleef bestaan. Ze bleven samen werken en wonen ondanks dat Jones een behoorlijk losbandig leven leed. Maar beschrijven elkaar als ultieme beste vrienden voor altijd. Ook hebben de twee samen een dochter, Sixteen Jones. Nadat ze terug van Los Angeles naar Zuid-Afrika verhuisde, is er veel veranderd. Ze hebben ook 3 kinderen geadopteerd.

## Carrière

### MaxNormal.tv
Van 2001 tot 2002 en in 2008 vormde Yolandi Visser samen met Watkin Tudor Jones de formatie MaxNormal.TV, een Zuid-Afrikaanse hiphopgroep. Voor deze band verscheen ze in een aantal muziekvideo's en projecten.

### The Constructus Corporation
Van 2002 tot 2003 maakte ze (eveneens met Watkin Tudor Jones) deel uit van de Zuid-Afrikaanse rapformatie The Constructus Corporation. Met deze band bracht ze het conceptalbum The Ziggurat uit.

### Die Antwoord
De internationale doorbraak kwam voor Yolandi Visser met Die Antwoord. Met deze experimentele, deels satirische, rap-, hip-hop- en rave-formatie (met verder nog Watkin Tudor Jones en DJ Hi-Tek) bracht ze in 2009 het album $O$ uit. Ze kregen hier 1 miljoenen voor om dit te produceren. Het album was wel gratis te downloaden via de website van de band. In 2010 volgde het album 5 en in 2012 het album Ten$ion.

### Chappie
In 2015 speelde ze samen met Ninja in de sciencefictionfilm Chappie van de Zuid-Afrikaanse regisseur Neill Blomkamp, waarin ook Hugh Jackman en Sigourney Weaver te zien zijn. In deze film wordt een politie-robot gestolen en opnieuw geprogrammeerd waardoor hij de eerste robot wordt die zelf kan nadenken en gevoelens heeft. Wanneer deze androïde, genaamd Chappie, gekidnapt wordt door Ninja en Yo-Landi, vormt hij al snel een bedreiging voor de politiestaat. Alle middelen worden ingezet om hem te vernietigen en te voorkomen dat er meerdere soortgelijke androïden worden geproduceerd.

## Discografie

#### Max Normal
- 2001: Songs From The Mall

#### The Constructus Corporation
- 2003: The Ziggurat

#### MaxNormal.TV
- 2007: Rap Made Easy
- 2008: Good Morning South Africa

#### Die Antwoord
- 2009: SOS
- 2010: 6 (ep)
- 2012: Ten$Ion
- 2014: Donker Mag
- 2016: Mount Ninji and da Nice Time Kid